# Robert Badinter
Robert Badinter, född 30 mars 1928 i Paris, död 9 februari 2024 i Paris, var en fransk advokat, politiker (Socialistpartiet) och debattör, mest känd för sitt aktiva engagemang mot dödsstraffet. Han var justitieminister i de första regeringarna under François Mitterrand, under premiärministrarna Pierre Mauroy och Laurent Fabius, från 1981 till 1986. 1986 blev han ordförande i det franska författningsrådet, en post han behöll till 1995.  
Badinter blev under 1960-talet känd som försvarsadvokat och deltog som försvarare i den beryktade rättegången mot Claude Buffet och Roger Bontems 1972. Badinter, som försvarade Bontems och lärde känna honom personligen, berördes mycket illa då paret dömdes till döden genom halshuggning för ett dubbelmord som Buffet begått under ett upplopp i Clairvauxfängelset. Han försvarade senare framgångsrikt barnmördaren Patrick Henry och lyckades få juryn i underrätten, court d'assise i Troyes, att inte utfärda dödsdom, trots de mycket starka reaktionerna mot brottet. Badinter vände skickligt juryn mot en dödsdom genom att fokusera processen mot dödsstraffet som sådant, och åberopade här den tidigare avrättade barnamördaren Christian Ranucci och de personliga konsekvenser som avrättningen fått för hans närmaste, inklusive hans mor. Henry dömdes därmed till livstids fängelsestraff, sedan sju ledamöter mot fem stött dödsstraff (beslutande majoritet i franska cour d'assise, som handhar allvarligare brottmål, är två tredjedelar). De omedelbara reaktionerna anses ha lett till att Jerome Carrein dömdes till döden månader kort därefter i Douai, efter ett snarlikt sexualmord mot en liten flicka. Den sista avrättningen ägde rum samma år, av Hamida Djandoubi. Därefter kom samtliga dödsdomar att förmildras av presidenten eller inte hinna till verkställande. Badinter försvarade även Philippe Maurice, vars dödsdom var den sista att utfärdas i Frankrike och godkännas av kassationsdomstolen - och därmed stod inför att verkställas - den 19 mars 1981. 
Efter Socialistpartiets seger i president- och parlamentsvalen i april till maj 1981 benådades Maurice, och Badinter utnämndes till justitieminister och framlade hösten samma år framför nationalförsamlingen ett lagförslag om avskaffande av dödsstraffet, som antogs, kort därefter även av senaten. Badinter kvarstod som justitieminister till 1986, då han utsågs av Mitterrand till ordförande i författningsrådet (Conseil Constitutionel), som har något av funktionen hos en högsta domstol i konstitutionella frågor och övervakar att lagstiftningsarbetet följer konstitutionen samt granskar och godkänner franska val. Vid sin avgång från detta efter en sedvanlig mandatperiod (samtliga ledamöter utses på nio år) 1995 valdes Badinter till senator och förblev så till sin pension 2011, men förblev aktiv i samhällsdebatten med betoning på mänskliga rättighetsfrågor. Robert Badinter avled i februari 2024, 95 år gammal. 